# Das Mädchen von Triest
Das Mädchen von Triest (Originaltitel: La ragazza di Trieste) ist ein italienischer Spielfilm des Regisseurs Pasquale Festa Campanile aus dem Jahr 1982. Campanile hatte auch den Roman geschrieben, auf dem das Drehbuch basiert.

## Handlung
Der Comic-Zeichner Dino Romani trifft am Triester Strand die junge, bildschöne Nicole, die gerade von zwei Männern vor dem Ertrinken gerettet worden ist. Nicole besucht Dino noch am selben Tag in seinem Haus, wo sie sofort Sex haben.
Dino ist von der Schönheit Nicoles fasziniert und beide beginnen eine Affäre. Doch schon bald bemerkt Dino, dass etwas mit seiner Freundin nicht stimmt. Sie liebt die Provokation, neigt zur Hysterie und zur Eifersucht. Dino spioniert ihr nach und findet heraus, dass Nicole unter schweren psychischen Störungen leidet und in einer offenen Nervenheilanstalt lebt.
Er ist einerseits besessen von der schönen Frau, fühlt sich abgestoßen, entnervt, aber will ihr auch helfen. Eine Amour fou entsteht zwischen den beiden und Nicoles psychische Probleme verstärken sich. Sie verfällt immer mehr dem Wahnsinn und beginnt selbstzerstörerische Aktionen. Der Film endet damit, dass die glatzköpfige Nicole – sie ließ sich die Haare schneiden, um zu testen, ob Dino sie auch so noch begehrt – ins Meer geht. Ob sie Selbstmord begeht oder nicht, bleibt dabei offen.

## Kritik
„Das sich zaghaft aus der anfänglich kriminalistischen Prämisse herausschälende Melodram hat als mediterrane Variation auf Hitchcocks Vertigo wenig Bestand“

„Es ist schade, daß dieser Film heute nicht den Kultstatus besitzt, denn er sich verdienen würde.“